# Burlington Flats
Burlington Flats es un lugar designado por el censo ubicado en el condado de Otsego en el estado estadounidense de Nueva York. En el Censo de 2020 tenía una población de 143 habitantes y una densidad poblacional de 23,99 habitantes por km². Fue incluido como CDP en el censo de 2020.

## Geografía
Burlington Flats se encuentra ubicado en las coordenadas 42°44′43″N 75°10′59″O / 42.74528, -75.18306. Según la Oficina del Censo de los Estados Unidos,  tiene una superficie total de 5,96 km², todos correspondientes a tierra firme.